# Draganovo, Dobrici
Draganovo (în bulgară Драганово, în română Semizali) este un sat în comuna Dobricika, regiunea Dobrici, Dobrogea de Sud, Bulgaria. 
Între anii 1913-1940 a făcut parte din plasa Ezibei a județului Caliacra, România. Lângă localitate a mai existat o așezare (azi dispărută) ce se numea Carabașli în timpul administrației românești.

## Demografie
Componența etnică a satului Draganovo
     Turci (16,66%)
     Bulgari (40,74%)
     Romi (16,66%)
     Nicio identificare (25,92%)
La recensământul din 2011, populația satului Draganovo era de 162 locuitori. Nu există o etnie majoritară, locuitorii fiind bulgari (40,74%), turci (16,66%) și romi (16,66%). Pentru 25,92% din locuitori nu este cunoscută apartenența etnică.